# Лујо Бакотић
Лујо Бакотић (Сењ, 21. новембар 1867 — Београд, 31. март 1941) био је српски правник, публициста, лексикограф и дипломата.

## Биографија
Рођен је у Сењу у Далмацији новембра 1867. године. Родитељи су му били: отац Игњат адвокат и мајка Адела, Италијанка из Копра. По завршетку основне школе у родном месту, гимназију је похађао у Сплиту. Право је студирао у Бечу и Грацу. Бавио се адвокатуром у разним местима у Далмацији, а једно време је био и представник Српске странке у Далматинском сабору. Био је истакнути представник Срба католика из Далмације.
Бакотић је у јануару 1913. године, именован је чланом комисије српске владе, за израду пројекта конкордата између Краљевине Србије и Ватикана. Конкордат је потписан 1914. године. Он је ишао јануара 1915. године у Рим због ратификације. Остао је у Италији јер је јула 1915. године постављен за секретара српског посланства у Риму. После само месец дана, августа исте године премештен је као "писар III класе" у Риму, за секретара I класе у Паризу. Министарски савет краљевине СХС га је децембра 1918. године овластио да спроведе замену старог календара са новим. После Првог светског рата био је посланик Краљевине Срба, Хрвата и Словенаца у Ватикану (1920 — 1923), као и на другим дужностима Министарства спољних послова. Одликован је 1922. године краљевским Орденом Белог Орла V реда, док је службовао у Ватикану. Од Чехословачке републике примиће 1930. године Орден Белог Лава II степена. Годинама је затим, све до пензије (1937) помоћник министра иностраних послова.
Активни је члан Удружења правника Краљевине СХС 1926. године. Године 1929. Бакотић је шеф југословенске делегације за трговачке преговоре са Пољском. Постао је и почасни председник Југословенско-пољске лиге 1930. године. Лујо Бакотић је 1931. године заступник (помоћник) Министра спољних послова Краљевине Југославије, на Међународној конференција жена за мир и разоружање, одржаној у Београду. Као дипломата од 1932. године др Бакотић је југословенски посланик у Варшави. Новембра 1932. године послат је за југословенског посланика у Москви. Године 1937. др Бакотић се налазио у пензији, као бивши помоћник министра. Као пензионер наставља друштвени ангажман, те га априла 1940. године срећемо као члана управе, Културног удружења "Марасарик". Пише чланке 1940. године у београдском листу "Српском гласу". Објавио је тада и књигу - споменицу посвећену животу и делу Валтаза Богишића. Пред саму смрт фебруара 1941. године позван је Лујо да учествује у оснивању београдског Друштва за проучавање Његоша.
Бакотић учествује у јавном животу главног града, али и државе и католичке цркве. Као истакнути католик, повезан природно и заступа државу у односима са Италијом, Ватиканом, Чехословачком и Пољском. Удружење Срба Далматинаца је 1927. године у Београду приредило предавање посвећено почившем Сави Бјелановићу (умро 1897), новинару и оснивачу Народне српске странке у Далмацији. Надахнуто је на скупу говорио доктор Лујо, као најбољи познавалац борби Срба у Далмацији. Године 1927-1928. он је сарадник листа "Бранич" као "изванредни Посланик и опуномоћени Министар".
Објавио је низ правно-политичких чланака и расправа у многим часописима (као "Бранич", Београд). Издавачка књижара Владимира Н. Рајковића и комп. издала је 1936. године у Београду његов обимни "Речник српскохрватског књижевног језика", са 50.000 речи. 1943. године објављено је друго, измењено издање те књиге, под насловом "Речник српског језика", код "Српске књижаре" у Београду. Као стручњак правник превео је "Јустинијанове институције" 1912. године и "Свето писмо Старог и Новог завета" 1933. године. Пред крај живота, 1939. године објавио је код београдског књижара Геце Кона своје вредно историографско дело: "Срби у Далмацији од пада Млетачке републике до уједињења".
Преминуо је у Београду 31. марта 1941. године, пред сам почетак Другог светског рата.

## Лични живот
Оженио се први пут Маријом и са њом имао четири кћерке. Најстарију Смиљану рођену 1905. године, Ксенију рођену 1908. године, средњу Аделину рођену 1910. године и најмлађу Веронику Веру рођену 1912. године. Од 1924. године био је ожењен други пут са Лепосавом Новаковић са којом није имао деце. Његова кћерка Вера удала се за филозофа и надреалисту Константина Кочу Поповића.

## Дела
- (Далматинско питање), Женева 1918. године (под псеудонимом Dalmaticus);
- Речник српско-хрватског књижевног језика, Београд 1936. године; (аутор је као стручњак и познавалац језика)
- Бакотић, Лујо (1939). Срби у Далмацији од пада Млетачке републике до уједињења. Београд: Геца Кон.
- Споменица Валтазара Богишића, Београд 1940. године